# Солона (притока Мокрої Сури)
Солона — річка в Україні у Дніпровському районі Дніпропетровської області. Права притока річки Мокрої Сури (басейн Дніпра).

## Опис
Довжина річки 13 км, похил річки 3,2 м/км , площа басейну водозбіру 103 км² , найкоротша відстань між витоком і гирлом — 11,53  км, коефіцієнт звивистості річки — 1,13 . Формується декількома струмками та загатами. На деяких ділянках річка пересихає.

## Розташування
Бере початок у селі Новоселівка. Тече переважно на північний захід через селище Солоне, село Дніпровське і у селі Аполлонівка впадає у рівчку Мокру Суру, праву притоку річки Дніпра.

## Цікаві факти
- На правому березі річки пролягає автошлях Т 0417[3] (автомобільний шлях територіального значення у Дніпропетровській області. Пролягає територією Дніпровського та Солонянського районів через Кам'янське — Миколаївку — Солоне — перетин із Н08. Загальна довжина — 53,4 км.).
- У XX столітті на річці існували птице-тваринна ферма (ПТФ), газгольдери та газові свердловини[2].